# Charron
Шаррон, Жирардо э Вуа (фр. Charron, Girardot et Voigt; с 1907 года — Charron) — французская автомобилестроительная фирма. Существовала с 1901 по 1918 годы и специализировалась на постройке легковых автомобилей. Известна созданием ряда бронеавтомобилей, ставших одними из первых в мире.

## История фирмы

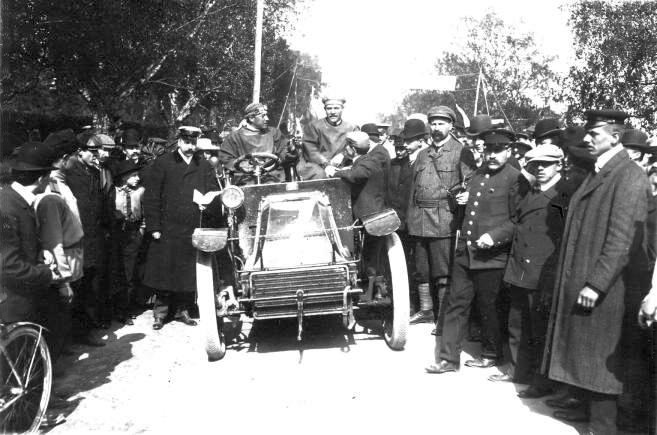
Автомобиль «Шаррон Лим» во время пробега Москва—Санкт-Петербург

Фирма была основана в 1901 году тремя известными в то время автогонщиками, назвав её собственными именами, — «Шаррон, Жирардо э Вуа» (фр. Charron, Girardot et Voigt). Деятельность фирмы началась с выпуска легковых автомобилей, строившихся по образцу машин фирмы «Панар—Левассор» (фр. Panhard-Levassor), имевших торговые марки CGV (аббревиатура фамилий основателей) и Charron. С 1907 года официальным наименованием фирмы становится Charron.

### Военная техника
Фирма заявила о себе на Парижском автосалоне 1902 года, где представила первый в мире частично бронированный автомобиль Charron 50CV. Боевая машина представляла собой 3,5-тонный 4-местный легковой автомобиль c двгателем мощностью 50 л. с.(!), у которого на месте задних сидений было установлено кольцевое бронирование из стальных листов толщиной 6 мм для стрелка, вооружённого 8-мм пулемётом «Гочкисс».
Бронеавтомобилем заинтересовался тогдашний военный министр Французской республики Луи-Жозеф-Николя Андре. От военных поступило указание о проведении испытаний боевой машины, которые дали в целом положительные результаты. Однако дальнейшие сведения о бронеавтомобиле отсутствуют.
В конце 1905 года фирма «Шаррон» получила заказ на простройку бронеавтомобиля для Российской империи. Проект был разработан офицером русской армии князем М. А. Накашидзе, в июне 1905 года предложившим командованию русской армии на Дальнем Востоке проект «блиндированного автомобиля» — одного из первых в мире полноценных броневиков. По этому заказу в начале 1906 года под руководством майора Гийе на шасси легковой модели 30CV было построено два бронеавтомобиля, получивших имя «Накашидзе-Шаррон». В марте 1906 года одна машина прибыла в Россию, где после долгих испытаний её признали пригодной для использования в боевых действиях и заказали фирме производство партии таких бронемашин (12 штук), которые к середине 1908 года были построены и отправлены в Российскую империю.
Тем временем оставшийся во Франции образец оборудовали более мощным корпусом и новой башней системы Гюйе. Взамен литых шин бронеавтомобиль получил пневматические шины с воздушными камерами со специальным составом, заполнявшим места проколов. Эта машина весила около 3 т и развивала скорость 45 км/ч. В 1908 году появился 35-сильный вариант, испытанный в 1909—1910 годах и принимавший участие в боях Первой мировой войны.
По разным источникам, всего «Шаррон» изготовил от 9 до 22 бронеавтомобилей, включая те, которые были отправлены в Россию.

### Первая мировая война
Во время Первой мировой войны во французскую армию поступали многочисленные легковые автомобили «Шаррон» и санитарные машины с упрощёнными кузовами. Кроме того, фирма выпускала армейские 1,5-тонные грузовики PZ и РХ с 30-сильным двигателем и характерным покатым глухим капотом. После окончания войны фирма прекратила своё существование.